# کاونوس

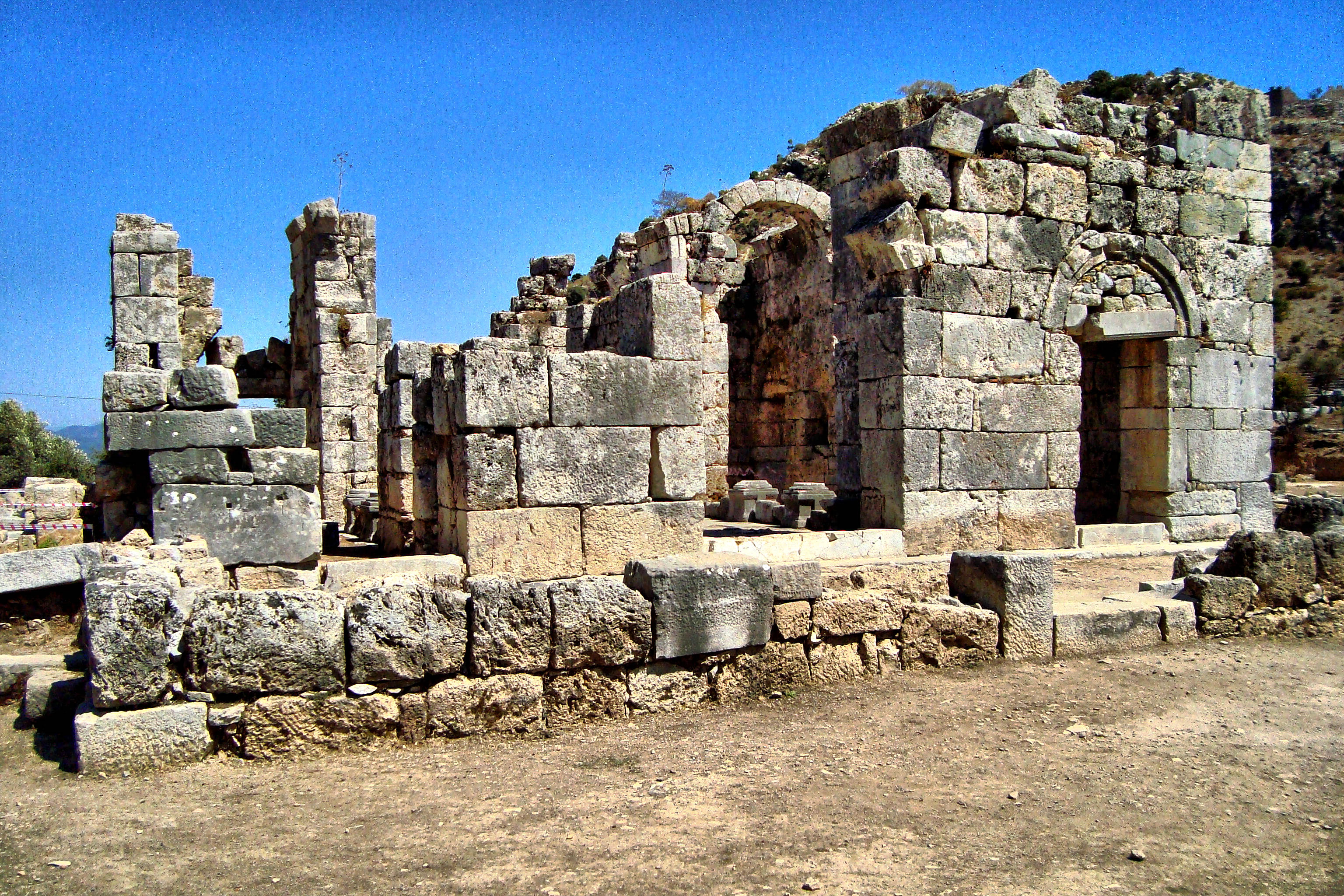
خرابه‌های کاونوس.

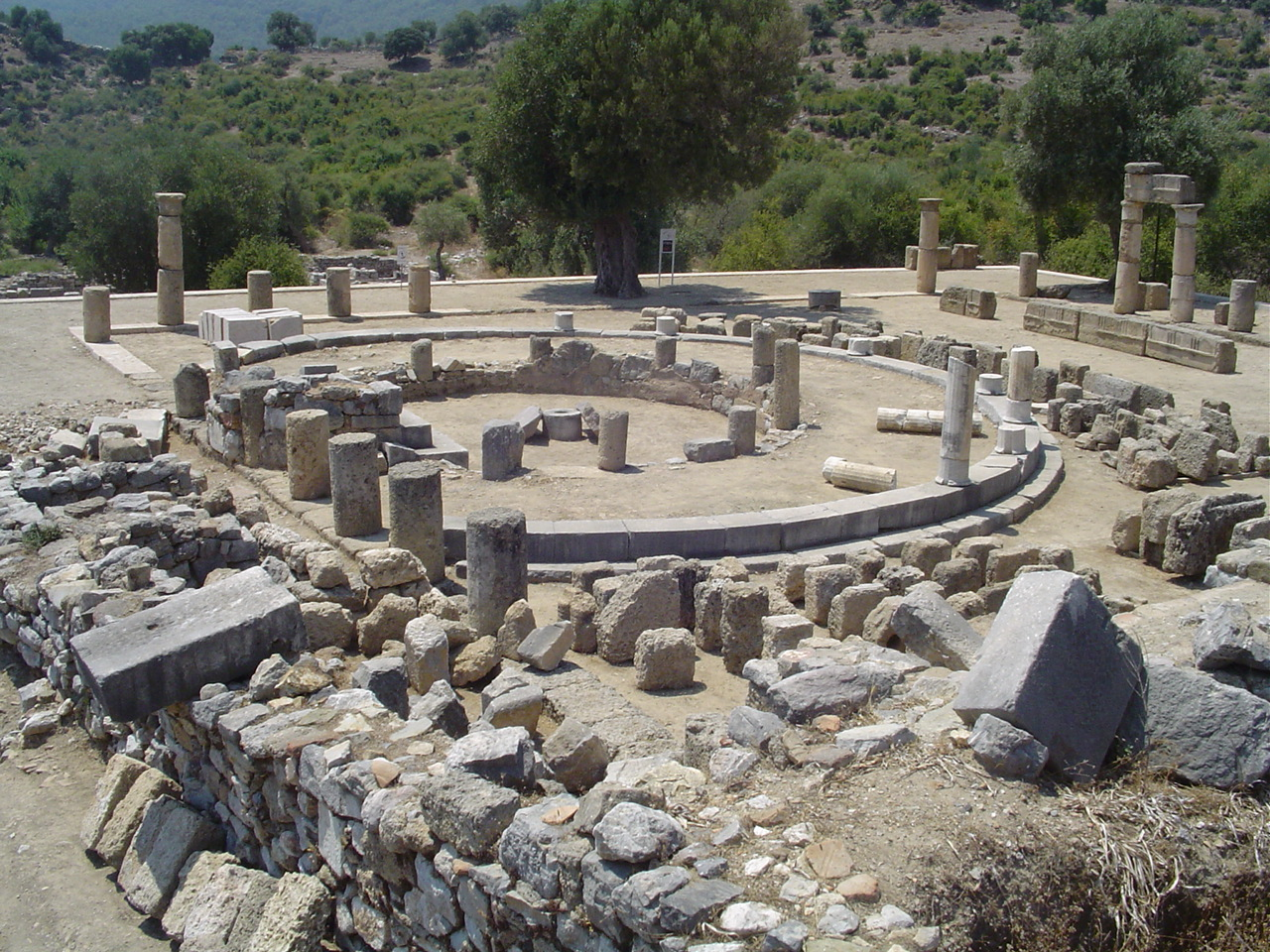
ستون‌های مخروبه

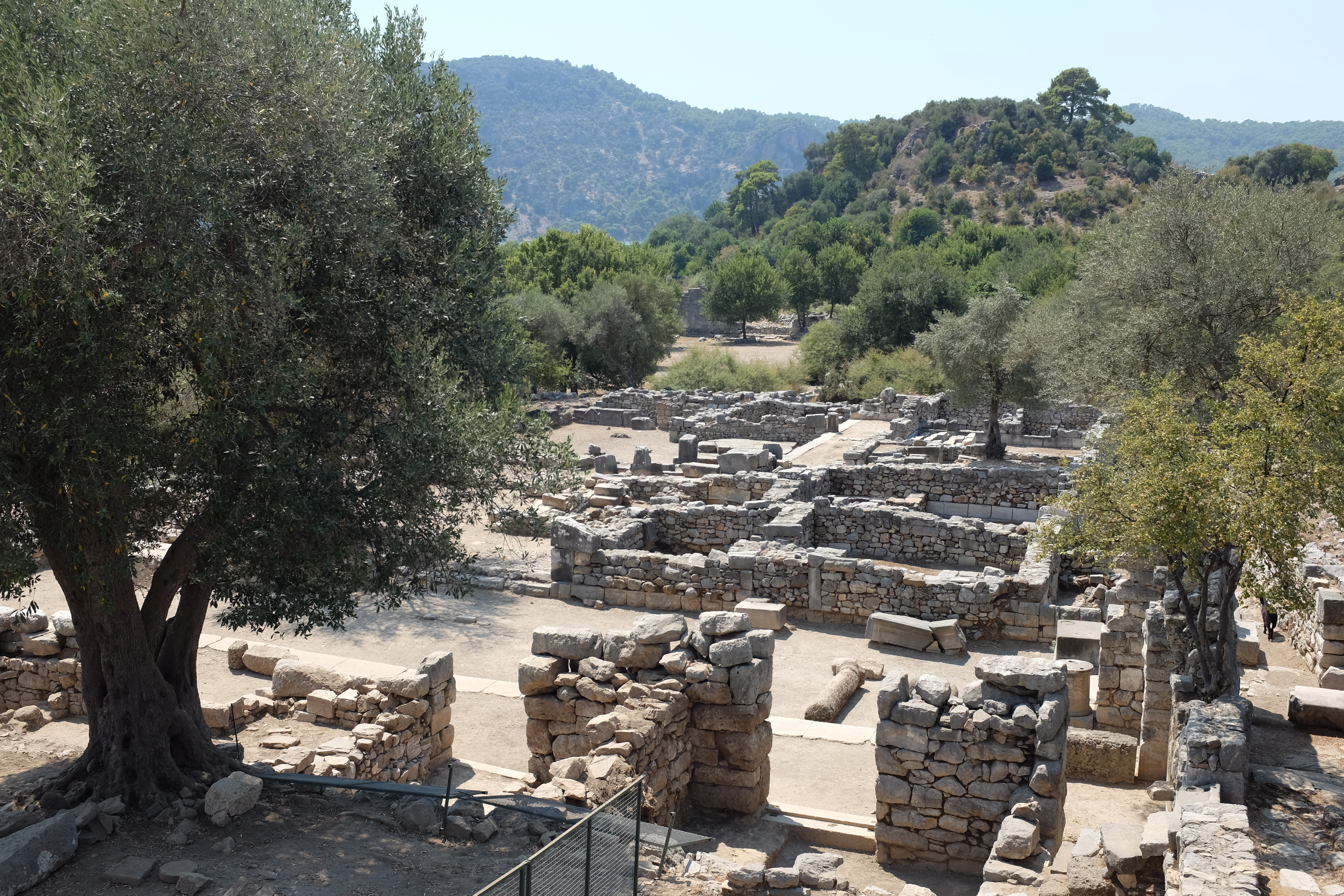
محله مسکونی

کاونوس (به زبان کاری: Kbid؛ به زبان لیکی: Xbide؛ به یونانی باستان: Καῦνος؛ به لاتین: Caunus) شهری در کاریای باستان و در آناتولی بود، که در شعاع غربی شهر مدرن دالیان در استان موغلان، ترکیه واقع شده بود.
رودخانه کالبیس (که اکنون به نام رودخانه دالیان شناخته می‌شود) مرز بین کاریا و لیسیا بود. اولاً، کاونوس یک دولت جداگانه بود؛ سپس به بخشی از کاریا و بعد از آن به لیسیا تبدیل شد.
کاونوس یک بندر دریایی مهم بود، تاریخچهٔ آن به قرن دهم پیش از میلاد بازمی‌گردد. به دلیل شکل‌گیری ساحل ایزتوزو و رسوب‌گذاری خلیج سابق دالیان (از حدود سال ۲۰۰ پیش)، کاونوس اکنون حدود ۸ کیلومتر از ساحل قرار دارد. این شهر دو بندر داشت، بندر جنوبی در جنوب‌شرقی کوچوک کاله و بندر داخلی در شمال‌غرب (اکنون سولوکلو گل، دریاچه زنبورها). بندر جنوبی از زمان بنیان‌گذاری شهر تا حدود پایان دوره هلنستیک استفاده می‌شد، پس از آن به دلیل خشک شدن ناپدید شد. بندر داخلی یا تجاری می‌توانست با زنجیره بسته شود و تا روزهای آخر کاونوس مورد استفاده قرار می‌گرفت، اما به دلیل رسوب‌گذاری دلتا و بندرها، کاونوس توانایی مهم خود به عنوان یک بندر تجاری را از دست داده بود. پس از تصرف قبایل ترک در کاریا و شیوع واگیری مالاریایی جدی در قرن پانزدهم میلادی، کاونوس کاملاً از بین رفت.
در سال ۱۹۶۶، دکتر باکی اوگون با آغاز بازسازی‌های کاونوس باستان، کارهای باستان‌شناسی را آغاز کرد. این کاوش‌ها تا به امروز ادامه داشته و توسط دکتر جنگیز ایشیک نظارت می‌شوند.
تحقیقات باستان‌شناسی محدود به کاونوس خود نبوده و در مکان‌های نزدیک نیز انجام می‌شود، به عنوان مثال نزدیک به سولتانیه‌سپا که پیش از این مکانی مقدس به پرستش خدایان به خصوص لتو وجود داشته است.

## نام
این شهر به‌طور معمول با نام یونانی خود، کاونوس (Καῦνος) شناخته می‌شد. رومی‌ها کاونوس را به نامش در لاتین، کاونوس، صدا می‌زدند.
نام کاریایی کاونوس، Kbid (𐊼𐊬𐊹𐊢 در الفبای کاری) بود. شهروندان کاونوس، یعنی 'کاونیایی'، با نام Kbdyn (جمع Kbdynš، 𐊼𐊬𐊢Ε𐊵𐊯) شناخته می‌شدند. این اصطلاحات بر روی سکه‌های نقره‌ای و سنگ نوشته‌ها استفاده می‌شدند. این اصطلاحات در دوره هلنستیک دیگر به کار برده نمی‌شدند.
در متون لیسیایی مانند مثلث لتون، شهر با نام Xbide (𐊜𐊂𐊆𐊅𐊁 در الفبای لیسیایی) شناخته می‌شد، و شهروندان کاونوس با نام Xbidẽñni (𐊜𐊂𐊆𐊅𐊚𐊑𐊏𐊆) شناخته می‌شدند.

## اسطوره‌شناسی
کاونوس توسط پادشاه کاونوس بنیان‌گذاری شد، که پسر پادشاه کاریایی میلتوس و کیانه، و نوهٔ آپولو بود. کاونوس دوقلوی خواهر به نام بیبلیس داشت که عشق ناصحیح و شدیدی به او پیدا کرد. زمانی که او یک نامه عاشقانه به برادرش نوشت و احساسات خود را به او گفت، او تصمیم گرفت که با برخی از پیروانش فرار کرده و در جای دیگری استقرار یابد. خواهر دوقلوی او از غم و اندوه دیوانه شد، به دنبال او گشت و سعی کرد خودکشی کند. اسطوره می‌گوید که رودخانه کالبیس از اشک‌های او نشأت گرفته است.

## تاریخ
قدیمی‌ترین یافته در محوطه باستان‌شناسی کاونوس گردن یک آمفورای پروتوژئومتریک است که به سده ۹ قبل از میلاد یا حتی قدیم‌تر بازمی‌گردد. یک مجسمه که در دروازه غربی دیوارهای شهری یافت شده است، قطعاتی از سرامیک‌های آتیک و دیوارهای شهری با جهت جنوب-جنوب شرقی نشان می‌دهد که محل سکونتی در قرن ۶ قبل از میلاد بوده است. با این حال، هیچ یافته معماری در خود کاونوس به قدیم‌تر از قرن ۴ قبل از میلاد برنمی‌گردد.
حکومت اولیه ایرانیان
سکه‌سازی کاونوس در زمان تیرانداز پیسیندلیس، حدود ۴۷۰–۴۵۰ پیش از میلاد. کاونوس برای اولین بار توسط هرودوت در کتاب تاریخ‌ها اشاره شده است. او تعریف می‌کند که سرلشکر ایرانی هارپاگوس در جریان حملهٔ ایرانیان به سرزمین‌های لیکیا، کاریا و کاونوس در سال ۵۴۶ پیش از میلاد حمله کرد.[هرودوت نوشته است که کاونوسی‌ها با شدت در مقابل حملات هارپاگوس مقاومت کردند، اما در نهایت شکست خوردند.به رغم اینکه خود کاونوسی‌ها ادعا می‌کردند که از کرت نشأت گرفته‌اند، هرودوت فکر می‌کرد که احتمالاً کاونوسی‌ها اقلیم اصلی منطقه هستند و این به دلیل شباهت زبان کاریایی خود به کاونوسی‌ها بود. وی افزود که با وجود این شباهت‌ها، تفاوت‌های بزرگی بین سبک زندگی کاونوسی‌ها و همسایگانشان، کاریایی‌ها و لیکیایی‌ها وجود دارد. یکی از تفاوت‌های برجسته، رفتار اجتماعی در مصرف الکل بود. عادت معمول این بود که روستاییان - مردان، زنان و کودکان گروهی در اطراف شهر جمع می‌شدند و مهمانیی به صرف یک لیوان شراب خوب می‌گرفتند.
هرودوت ذکر می‌کند که کاونوس در شورش یونانیان(۴۹۹–۴۹۴ پیش از میلاد) شرکت کرد.